# تل بومهاور
تل بومهاور،  هو جبل يقع في جبال كاتسكيل في نيويورك شمال شرق دلهي. يقع تل الفيدرالي جنوب غرب جبل براملي  ويقع جبل براملي شرق تل بومهاور.